# Jelena Kumer
Jelena Kumer (* 14. November 1994) ist eine kroatische Fußballschiedsrichterin.
Seit 2021 steht Kumer auf der Liste der FIFA-Schiedsrichter und leitet internationale Fußballpartien. Sie gehört zur Gruppe der UEFA-Second-Category-Schiedsrichterinnen, der dritthöchsten Schiedsrichterinnen-Kategorie.
Kumer wurde für die U-17-Europameisterschaft 2025 auf den Färöern nominiert. Zudem leitete Kumer Spiele in der EM-Qualifikation für die Europameisterschaft 2025 in der Schweiz, in der europäischen WM-Qualifikation für die Weltmeisterschaft 2023 in Australien und Neuseeland, in der Women’s Nations League, in der Qualifikation zur Women’s Champions League sowie diverse Qualifikations- und Freundschaftsspiele.